# Lady Pank (album)
Lady Pank – debiutancki album studyjny polskiego zespołu muzycznego Lady Pank, wydany 20 czerwca 1983 roku na LP nakładem Tonpressu. W późniejszych latach doczekał się licznych reedycji na CC i CD. W 2017 roku Agencja Artystyczna MTJ wznowiła album na LP.
Album jest uważany za najważniejszy w dorobku zespołu, a także za jeden z najważniejszych w historii polskiego rocka. Jest jedynym wydawnictwem, z którego aż sześć utworów dotarło do pierwszego miejsca Listy przebojów Programu Trzeciego. Lady Pank został sprzedany w milionowym nakładzie i zyskał status złotej płyty.
W marcu 1985 roku, w trakcie pobytu w Stanach Zjednoczonych, zespół nagrał anglojęzyczną wersję albumu ze zmienionymi tekstami utworów – Drop Everything.
W 2018 roku ukazał się album LP1, zawierający pochodzące z debiutanckiej płyty utwory (oraz trzy dodatkowe – „Mała Lady Punk”, „Tańcz głupia tańcz” i „Minus 10 w Rio”), nagrane na nowo i zaśpiewane z udziałem wielu zaproszonych gości.

## Lista utworów
Na podstawie.
Strona A
1. „Mniej niż zero” (muz. J. Borysewicz; sł. A. Mogielnicki) – 4:04
2. „Kryzysowa narzeczona” (muz. J. Borysewicz; sł. A. Mogielnicki) – 4:01
3. „Fabryka małp” (muz. J. Borysewicz; sł. A. Mogielnicki) – 3:43
4. „Pokręciło mi się w głowie” (muz. J. Borysewicz; sł. A. Mogielnicki) – 3:36
5. „Du du” (muz. J. Borysewicz; sł. A. Mogielnicki) – 4:00

Strona B
1. „Zakłócenie porządku” (muz. J. Borysewicz) – 1:33
2. „Zamki na piasku” (muz. J. Borysewicz; sł. A. Mogielnicki) – 4:32
3. „Wciąż bardziej obcy” (muz. J. Borysewicz; sł. A. Mogielnicki) – 5:31
4. „Vademecum skauta” (muz. J. Borysewicz; sł. A. Mogielnicki) – 4:14
5. „Moje Kilimandżaro” (muz. J. Borysewicz; sł. A. Mogielnicki) – 4:21

### Utwory dodatkowe na reedycjach
Tonpress 1991, Tomi 2000, Starling 2000, Stereo Style 2000, NEGRO 2001 i Andromeda 2002
1. „Minus 10 w Rio” (muz. J. Borysewicz; sł. A. Mogielnicki) – 4:51
2. „Mała Lady Punk” (muz. J. Borysewicz; sł. A. Mogielnicki) – 3:25
3. „Raport z N.” (muz. J. Borysewicz; sł. A. Mogielnicki) – 3:19
4. „Rysunkowa postać” (muz. J. Borysewicz; sł. A. Mogielnicki) – 3:40
5. „Sly” (muz. i sł. P. Garland) – 4:10
6. „This Is Only Rock’n’Roll” (muz. J. Borysewicz; sł. A. Mogielnicki, P. Garland) – 4:01

Box 13 CD 2007
1. „Mała Lady Punk” (muz. J. Borysewicz; sł. A. Mogielnicki) – 3:24
2. „Minus 10 w Rio (I wersja)” (muz. J. Borysewicz; sł. A. Mogielnicki) – 4:53
3. „Minus 10 w Rio (II wersja)” (muz. J. Borysewicz; sł. A. Mogielnicki) – 5:02
4. „Tańcz głupia, tańcz” (muz. J. Borysewicz; sł. A. Mogielnicki) – 4:41
5. „Mniej niż zero (wersja hardrockowa)” (muz. J. Borysewicz; sł. A. Mogielnicki) – 2:52
6. „Vademecum skauta (wersja reggae)” (muz. J. Borysewicz; sł. A. Mogielnicki) – 4:05

## Muzycy
Na podstawie.
- Jan Borysewicz – gitara, śpiew (utwór B3)
- Janusz Panasewicz – śpiew
- Edmund Stasiak – gitara
- Paweł Mścisławski – gitara basowa
- Jarosław Szlagowski – perkusja

Muzycy sesyjni
- Mariusz Zabrodzki – syntezator Mooga[a] (utwór A1)
- Cezary Szlązak – saksofon (utwór A5)